# Margaret Susan Ryder, Baroness Ryder
Margaret Susan „Sue“ Ryder, Baroness Ryder of Warsaw CMG OBE (Ehename Cheshire; * 3. Juli 1923 oder 1924 in Leeds, Yorkshire; † 2. November 2000 in Bury St Edmunds, Suffolk) war eine britische Philanthropin, die sich besonders für die Förderung der Alten-, Gesundheits- und Krankenpflege sowie Kriegsopferfürsorge einsetzte und 1979 als Life Peeress aufgrund des Life Peerages Act 1958 Mitglied des House of Lords wurde.

## Leben

### Einsatz im Zweiten Weltkrieg und Gründerin von Wohlfahrtsorganisationen
Sue Ryder engagierte sich nach dem Besuch der Benenden School, einer privaten Mädchenschule, in der häuslichen Pflege von Kranken und Behinderten in ihrer Heimatstadt Leeds, ehe sie während des Zweiten Weltkrieges als Freiwillige der Erste-Hilfe-Organisation First Aid Nursing Yeomanry (Princess Royal’s Volunteer Corps) (FANY (PRVC)) eintrat. Bald darauf wurde sie der Sondereinsatztruppe Special Operations Executive zugeordnet und arbeitete in deren Polen-Abteilung an Aktionen zur Spionage, Sabotage und militärischen Aufklärung im besetzten Europa mit.
Aufgrund der im Weltkrieg gewonnenen Erfahrungen entschloss sie sich nach Kriegsende ein „lebendes Denkmal“ für die Toten, Flüchtlinge und andere unterdrückte Personen zu errichten. 1953 erfolgte die Gründung der Sue Ryder-Stiftung für Kranke und Behinderte (Sue Ryder Care), die heute Zentren in mehr als 100 Länder unterhält. Für ihre Verdienste wurde sie 1957 mit dem Offizierskreuz des Order of the British Empire ausgezeichnet.
Die Arbeit ihrer philanthropischen Projekte in den Bereichen der Alten-, Gesundheits- und Krankenpflege sowie Kriegsopferfürsorge wuchs, nachdem sie 1959 Leonard Cheshire heiratete, der während des Zweiten Weltkrieges jüngster Oberst (Group Captain) wurde und zu den höchstdekorierten Piloten der Royal Air Force (RAF) gehörte sowie nach Kriegsende aufgrund seiner Beobachtungen bei den Atombombenabwürfen auf Hiroshima und Nagasaki ebenfalls Wohltätigkeitsorganisationen wie die Leonard Cheshire Disability gründete. In einigen Ländern wird die Arbeit der Organisationen durch die Ryder-Cheshire-Foundation betrieben.

### Mitglied des House of Lords, Ehrungen und Auszeichnungen

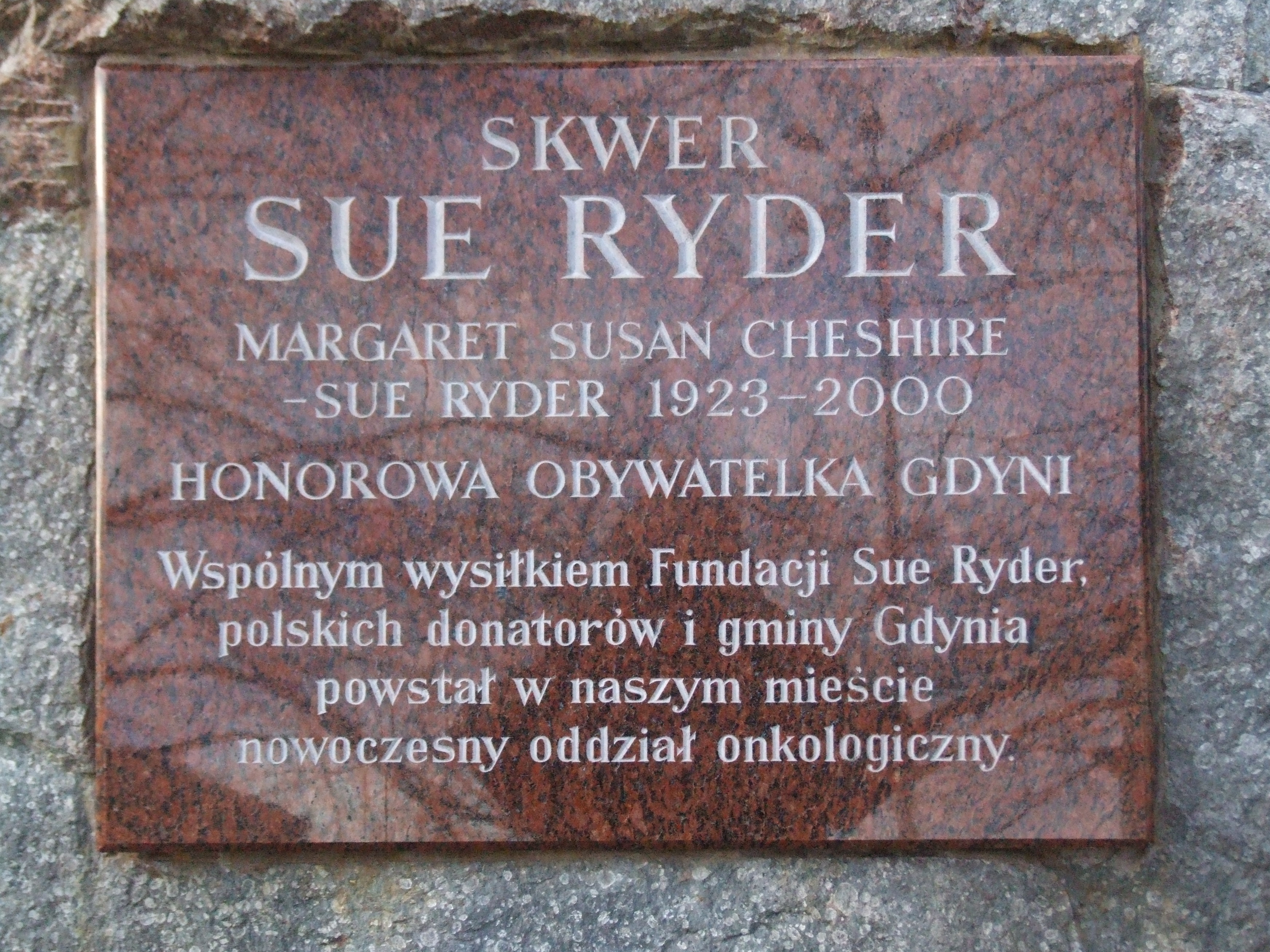
Gedenktafel am Skwer Susan Ryder in Gdynia

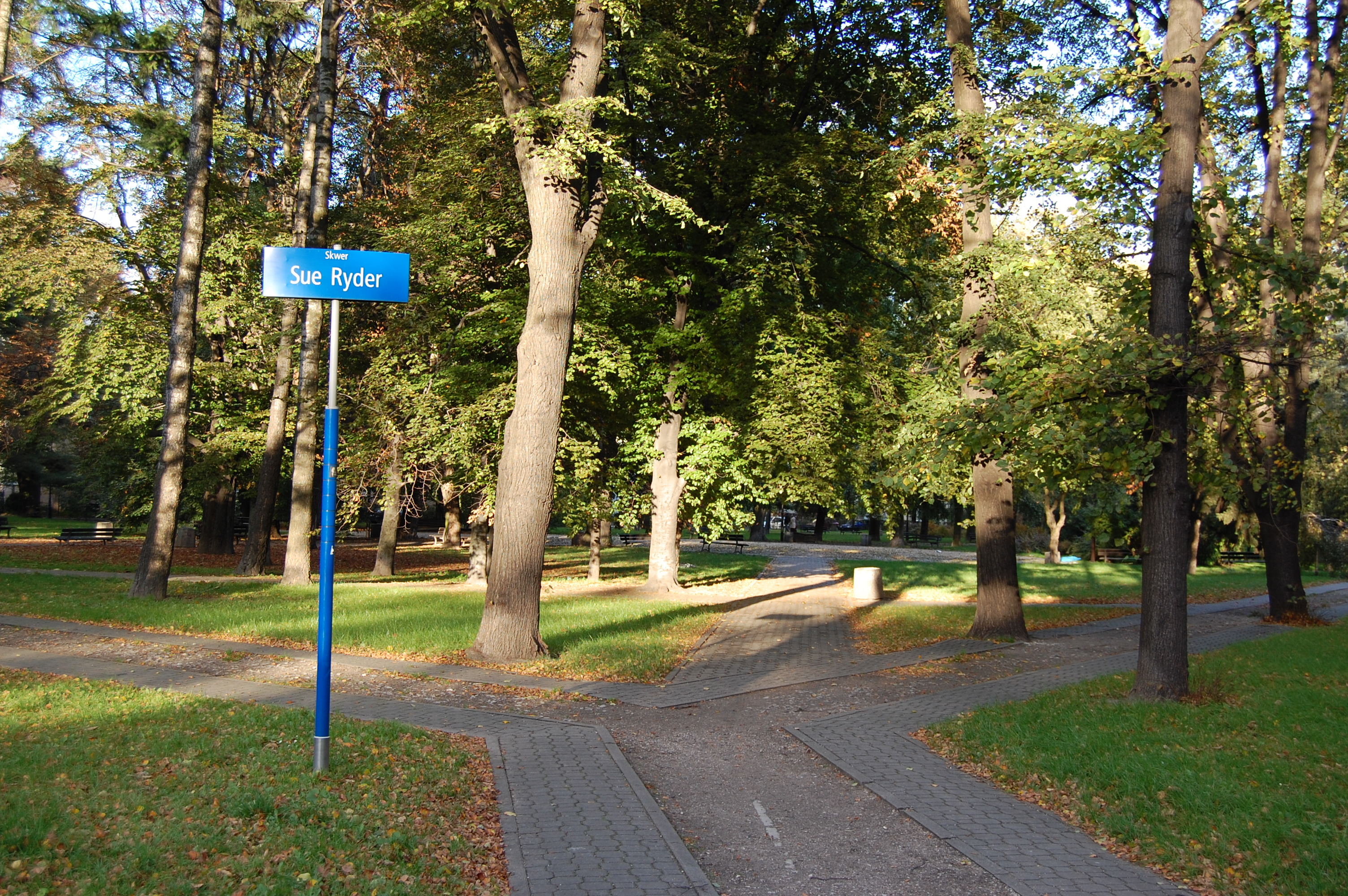
Sue-Ryder-Skwer in Warschau

Im Laufe der Zeit wurde Sue Ryder mit zahlreichen in- und ausländischen Orden ausgezeichnet und erhielt neben dem Offizierskreuz des Orden Polonia Restituta 1965 auch 1971 die Medaille der Jugoslawischen Flagge mit Goldkranz. 1973 wurde ihr ein Ehrendoktor der Rechtswissenschaften (Honorary Doctor of Law) der University of Liverpool verliehen sowie 1976 die Würde eines Companion des Order of St. Michael and St. George (CMG) und der Verdienstorden der Volksrepublik Polen.
Ryder wurde durch ein Letters Patent vom 31. Januar 1979 als Life Peeress mit dem Titel Baroness Ryder of Warsaw, of Warsaw in Poland and of Cavendish in the County of Suffolk, Mitglied des House of Lords, dem sie bis zu seinem Tod angehörte. Die Ankündigung zur Verleihung der Peerswürde erfolgte bereits am 2. Juni 1978.
1980 wurde ihr der polnische Orden des Lächelns sowie ein weiterer Ehrendoktor der Rechtswissenschaften von der University of Exeter verliehen. Einen weiteren Ehrendoktor der Rechtswissenschaften bekam sie 1981 von der Universität London sowie 1982 einen Doktor der Literaturwissenschaften (Honorary Doctor of Litterature) der University of Reading. Weitere Ehrendoktortitel der Rechtswissenschaften wurden ihr 1984 von der University of Leeds, 1986 von der University of Kent (Honorary Docot of Civil Law) sowie 1989 von der University of Cambridge verliehen.
Nachdem am 17. Juli 1991 auch ihr Ehemann Leonard Cheshire als Baron Cheshire, of Woodhall in the County of Lincolnshire zum Life Peer erhoben wurde, gehörten beide zu den wenigen Ehepaaren, die eigene Peerswürden und damit Mitgliedschaften im House of Lords innehatten.
Zuletzt wurde Baroness Ryder 1992 zur Kommandeurin des Ordens Polonia Restituta ernannt sowie 1993 ein weiterer Ehrendoktor der Rechtswissenschaften von der University of Essex verliehen.

## Veröffentlichungen
- And the Morrow is Theirs, 1975
- Child of My Love, Autobiografie, 1986

## Hintergrundliteratur
- Una McGovern (Ed.): Chambers Biographical Dictionary. Chambers, Edinburgh 2002, ISBN 0-550-10051-2, S. 1323

| Personendaten    | Personendaten |
| ---------------- | --- |
| NAME             | Ryder, Margaret Susan Ryder, Baroness |
| ALTERNATIVNAMEN  | Ryder, Margaret Susan, Baroness Ryder of Warsaw (vollständiger Name); Ryder, Sue (Spitzname); Cheshire, Margaret Susan, Baroness Cheshire (Ehename) |
| KURZBESCHREIBUNG | britische Philanthropin |
| GEBURTSDATUM     | 3. Juli 1923 oder 1924 |
| GEBURTSORT       | Leeds, Yorkshire |
| STERBEDATUM      | 2. November 2000 |
| STERBEORT        | Bury St Edmunds, Suffolk |